# 青心社
株式会社青心社（せいしんしゃ）は、大阪府大阪市西区にある日本の出版社。青木治道（関西大学SF研究会創設者）、小笠原成彦（関西大学SF研究会OB、筒井康隆主宰の同人「ネオ・ヌル」元会員）ら、関西在住のSFファンが創設。
漫画家士郎正宗の著作物をデビュー作品『アップルシード』をはじめとして多く出版し、公式サイト上でも「士郎正宗コーナー」と題し、他社作品も含む士郎正宗作品に関する関連情報を発信している。
活字部門である「青心社文庫」レーベルからは、H.P.ラヴクラフトのクトゥルフ神話シリーズを暗黒神話大系シリーズとして翻訳出版。
その他、クトゥルフ神話の物語体系・世界観を取り入れたライトノベル様式の作品なども刊行されている。
また、1990年代中頃から2000年代初頭にかけては、実質的にジュブナイルポルノに分類される作品（おもに出海まことの著作などが該当）も手がけていた。
他に国内外のSF小説や、関西の芸能関係の書籍も刊行している。